# Сан Фортунато (Перуђа)
Сан Фортунато је насеље у Италији у округу Перуђа, региону Умбрија.
Према процени из 2011. у насељу је живело 34 становника. Насеље се налази на надморској висини од 417 м.